# VI. Erik dán király
VI. Erik vagy Erik Eriksson (1274 – 1319. november 13.) Dánia királya 1286-tól haláláig. Uralkodása alatt kiéleződött az egyház és a monarchia közti ellentét, amely nagyapja, I. Kristóf alatt keletkezett; dicstelen háborúkat folytatott Svédországgal és a Hanza szövetséggel is.
V. Erik dán király fiaként született. Uralkodása elején Waldemár schlezwigi herceg gyámkodott felette. Uralmával hamarosan szembeszegült a főnemesek egy csoportja, akiket a király azzal vádolt – valószínűleg alaptalanul –, hogy részt vettek édesapja meggyilkolásában. A főnemeseket 1287-ben törvényen kívül helyezték, de segítséget kaptak a norvég királytól, majd csatlakoztak Valdemárhoz, Schleswig grófjához és Jens Grandhoz, az új érsekhez. Támadást intéztek a dán tengerpart ellen. Erik legyőzte Valdemárt, és 1295-ben egyezségre jutott Norvégiával, Granddal azonban folytatta az ellenségeskedést, sőt börtönbe záratta, amire válaszul 1297-ben a pápa kiközösítette a királyt, országát pedig interdiktummal sujtotta. Az uralkodó 1303-ban kiegyezett VIII. Bonifáccal, így folytatni tudta a dán hódításokat a Német-római Birodalom északi határa mentén. 1304-ben I. Albert átengedte Dániának az Elba folyótól északra fekvő összes területet. Uralkodása vége felé Erik elvesztette német csatlósai legtöbbjének támogatását, és csak Rostockot, valamint Rügent tartotta meg. Utolsó éveit megnehezítették a Norvégiával és Svédországgal kiújult ellentétek, valamint az egyház, a parasztság és a nemesség, ezen belül öccse, Kristóf szembefordulása a királyi hatalommal. Erik hadjáratainak finanszírozása csaknem csődbe vitte Dániát, és a király kénytelen volt országának nagy területeit elzálogosítani, hogy pénzhez jusson. Minthogy gyermekei uralkodása alatt mind meghaltak, Erik 1319-es halálakor öccse II. Kristóf néven örökölte a trónt.

## Gyermekei
VI. Erik 1296 júniusában házasodott össze Svédországi Ingegerddel  (1277 – 1319. április 5./augusztus 15.), III. Magnus svéd király leányával. 8 gyermekük született:
- Valdemár (? – 1302)
- Erik (†fiatalon)
- Magnus (†fiatalon)
- ismeretlen nevű fiú (élt 1318-ban)

A többi négy gyermek neve nem ismert.